# César Cui
César Antonovitch Cui (em russo:  Цезарь Антонович Кюи; Vilnius, 18 de janeiro (6 de janeiro) de 1835 – Petrogrado, 13 de março de 1918) foi um compositor e crítico musical russo de ascendência francesa e nascido na Lituânia, então Império Russo. Foi um compositor extremamente prolífico, escrevendo muitas peças para piano, música de câmara, mais de 300 canções, peças para orquestra e várias óperas.

## Vida
Cui nasceu em Vilnius. Estudou piano e teoria musical na infância, e entrou na Escola de Engenharia Militar de São Petersburgo, iniciando uma carreira militar. Tornou-se especialista em fortificações. Quando em 1857 conheceu Mily Balakirev, passou a dedicar-se seriamente à música, tornando-se membro do Grupo dos Cinco e o único do quinteto a estudar música na academia.
Como crítico, Cui escreveu mais de 800 artigos entre 1864 e 1918 (sobretudo na época 1864-1900) para vários jornais e outras publicações na Rússia e resto da Europa. Vários dos artigos foram agrupados tematicamente em monografias: Kol'tso Nibelungov (O Anel do Nibelungo, 1876); A música na Rússia (1880); Russkii romans (O Romance Russo, 1896). Na década de 1860, a sua crítica no jornal são-petersbuguense Vedomosti valeu-lhe a alcunha "niilista musical" devido ao desdém pela antiga música clássica (como a da época de Mozart) e ao seu apelo pela originalidade musical.
Os membros do Grupo dos Cinco estão sepultados no Cemitério Tikhvin.

## Escritos de Cui sobre música

### Monografias
- История литературы фортепианной музыки. Курс А.Г. Рубинштейна. 1888-1889. 2-е изд. [História da Literatura de Música para Piano. Um Curso de AG Rubinstein. 1888-1889. 2ª ed.] Спб: И. Юbol нон, 1911. (originalmente publicado em série em 1889 em russo: сеы а.р.рбииншшна. de literatura musicale des oeuvres pour le piano au Conservatoire de Saint Petersburg, em L'Art, revue bimensuelle illustree.)
- Кольцо Нибелунгов, трилогия Рихарда Вагнера: Музыкально-критический очерк. 2-е изд. [The Nibelung Ring, trilogia de Richard Wagner: A Musico-Critical Sketch. 2ª ed.] Москва: П. Юргенсон, 1909. (1ª ed. monográfica publicada em 1889. Artigos originalmente publicados em 1876 em São Petersburgo Vedomosti sob o título coletivo Байрейтское музыкальное торжество [Festival de Música de Bayreuth].)
- A música na Rússia. Paris: G. Fischbacher, 1880; rpt. Leipzig: Zentralantiquariat der Deutschen Demokratischen Republik, 1974. (Originalmente publicado em 1878-1880 na Revue et Gazette Musicale de Paris.) Edição e tradução italiana "La musica in Russia" de Aldo Ferraris, 2017, Casa Musicale Eco, Monza.
- Русский романс: очерк его развития [O romance russo: um esboço de seu desenvolvimento]. Спб: Ф. Финдейзен, 1896. Tradução para o inglês em Ensaios Clássicos sobre a Canção de Arte Russa: 1. O Romance Russo, de Cesar Cui; 2. The Russian Art Song, de Nikolay Findeisen. Nerstrand, Minnesota: James Walker, 1993.

### Coleções
- Избранные статьи [Artigos selecionados]. Ленинград: Гос. муз. изд-во, 1952. (Inclui uma bibliografia quase completa de seus artigos publicados.)
- Избранные статьи об исполнителях [Artigos selecionados sobre artistas]. Москва: Гос. муз. изд-во, 1957.
- Музыкально-критические статьи. Т.1. Со портретом автора и предисловием А.Н. Римского-Корсакова. [Artigos Críticos sobre Música. Vol. 1. Com retrato do autor e prefácio de AN Rimsky-Korsakov.] Петроград: Музыкальный современник, 1918. (Nota: Nenhum outro volume foi publicado.)

### Diversos
- "Um esboço histórico da música na Rússia," The Century Library of Music. Ed. por Ignace Jan Paderewski. Vol. 7. Nova York: The Century Co., 1901, p. 197-219.
- Centenas de folhetins/artigos individuais em várias publicações (principalmente periódicos) não incluídos nas monografias e coleções citadas acima.

## Escritos de Cui sobre fortificações militares[2]
- "Атака и оборона современных крепостей (Разработка этого вопроса в Прусии)" ["Ataque e defesa de fortalezas contemporâneas (uma elaboração deste assunto na Prússia)"]. Спб: Тип. Деп. уделов, 1881. (De Военный сборник, 1881, nº 7)
- "Бельгия, Антверпен и Бриальмон" ["Bélgica, Antuérpia e Brialmont"]. Спб: Тип Деп. уделов, 1882. (De Инженерный журнал, 1881, nº 11)
- Долговременная фортификация: исторический очерк. Курс Михайловской арт. акад. [Fortificações Permanentes: Um Esboço Histórico. Um Curso da Akademy de Artilharia Mikhailovsky] Спб.: 187-?.
- Записки фортификации младшего юнкерского класса Николаевского инженерного училища [Notas de Fortificação da Classe de Cadetes Mais Jovens da Escola de Engenharia Nikolaevsky]. Спб.: 186-?
- Краткий исторический очерк долговременной фортификации. 3., доп. изд. [Esboço histórico conciso de fortificações permanentes. Terceiro, complementado ed.] Спб.: Тип. Императорской Академии наук, 1897. (1ª ed. publicada em 1877.)
- Краткий учебник полевой фортификации. 9-е просм. изд. [Manual Conciso de Fortificação de Campo. 9th revised ed.] Спб.: В Березовский, 1903. (1st ed. titled: Записки полевой фортификации. Курс младшего класса Николаевск. инж. и Михайловск. артил. училища [Notes on Field Fortification. A Course of the Younger Class of the Nikolaevsky Engineering and Mikhailovsky Artillery Schools], 1873; 2nd ed. titled: Полевая фортификация. Курс Николаевск.-инж., Михайловск.-артил. и Николаевск.-кавалерийск. училищ [Field Fortification. A Course of the Nikolaevsky Engineering, Mikhailovsky Artillery, e Escolas de Cavalaria Nikolaevsky], 1877.)
- Опыт рационального определения величины гарнизонов крепостей [Ensaio sobre a determinação eficiente de dados em fortalezas de guarnição]. Спб: типо-лит. А.Е. Ландау, 1899.
- "Путевые заметки инженерного офицера на театре военных действий в европейской Турции" ["Notas de viagem de um oficial de engenharia no teatro de atividades militares na Turquia europeia "], п.пТиб: Деп. уделов, 1878. (De Инженерный журнал, 1878, nºs 8, 9.)
- "Рост крепостей и изменение их формы в зависимости от увеличения численности армий" ["O tamanho das fortalezas e a modificação de sua forma dependendo da expansão da força dos exércitos"]. Спб: 1901. ( Общество ревнителей военных знаний, No. 37, 24 янв. 1901 г.)
- ............. Изд. 2-е, просм. e доп. [Manual de Fortificação para Escolas de Cadetes de Infantaria. 2ª ed., revista e complementada]. Спб.: Воен. тип., 1899. (1ª ed. publicada em 1892)

## Cartas
- Избранные письма [Letras selecionadas]. Ленинград: Гос. муз. изд-во, 1955.